# Oscar za najbolji dizajn kostima
Oscar za najbolji dizajn kostima (eng. Academy Award for Costume Design) dodjeljuje se od 1948. Od početka pa do 1967. (uz iznimku 1957. i 1958.) dodjeljivale su se nagrade za filmove u crno bijeloj tehnici i boji, što je označeno ispod godina oznakama CB i B.

## Dobitnici i nominirani

### 1940-e
| Godina   | Dobitnik film                                                        | Nominirani                               |
| -------- | -------------------------------------------------------------------- | ---------------------------------------- |
| 1948. CB | Roger K. Furse – Hamlet                                              | Irene Lentz - B.F.'s Daughter            |
| 1948. B  | Dorothy Jeakins, Barbara Karinska – Ivana Orleanska                  | Edith Head, Gile Steele - Carski valcer  |
| 1949. CB | Edith Head, Gile Steele – Nasljednica                                | Vittorio Nino Novarese - Prince of Foxes |
| 1949. B  | Leah Rhodes, William Travilla, Marjorie Best – Pustolovine Don Juana | Kay Nelson - Mother Is a Freshman        |

### 1950-e
| Godina   | Dobitnik film                                                                            | Dobitnik film |
| -------- | ---------------------------------------------------------------------------------------- | --- |
| 1950. CB | Edith Head, Charles LeMaire – Sve o Evi                                                  | Jean Louis - Jučer rođena Walter Plunkett - Čudesni Jenki |
| 1950. B  | Edith Head, Dorothy Jeakins, Elois Jenssen, Gile Steele, Gwen Wakeling – Samson i Delila | Michael Whittaker - Crna ruža Walter Plunkett, Arlington Valles - That Forsyte Woman |
| 1951. CB | Edith Head – Mjesto pod suncem                                                           | Walter Plunkett, Gile Steele - Kind Lady Charles LeMaire, Renie Conley - The Model and the Marriage Broker Edward Stevenson, Margaret Furse - Deran Lucinda Ballard - Tramvaj zvan čežnja                                |
| 1951. B  | Orry-Kelly, Walter Plunkett, Irene Sharaff – Amerikanac u Parizu                         | Charles LeMaire, Edward Stevenson - David i Bathsheba Helen Rose, Gile Steele - Veliki Caruso Herschel McCoy - Quo Vadis Hein Heckroth - Priče o Hoffmannu                                                               |
| 1952. CB | Helen Rose – Grad iluzija                                                                | Jean Louis - Afera u Trinidadu Edith Head - Carrie Charles LeMaire, Dorothy Jeakins - Moja rođakinja Rachel Sheila O'Brien - Sudden Fear                                                                                 |
| 1952. B  | Marcel Vertes – Moulin Rouge                                                             | Edith Head, Dorothy Jeakins, Miles White - Najveća predstava na svijetu Antoni Clavé, Mary Wills, Barbara Karinska - Hans Christian Andersen Helen Rose, Gile Steele - Vesela udovica Charles LeMaire - S pjesmom u srcu |
| 1953. CB | Edith Head – Praznik u Rimu                                                              | Walter Plunkett - Glumica Helen Rose, Herschel McCoy - Žena iz snova Jean Louis - Odavde do vječnosti Charles LeMaire, Renie Conley - The President's Lady                                                               |
| 1953. B  | Charles LeMaire, Emile Santiago – Tunika                                                 | Mary Ann Nyberg - The Band Wagon Irene Sharaff - Zovi me madam Charles Le Maire, William Travilla - Kako se udati za milijunaša Walter Plunkett - Mlada Bess                                                             |
| 1954. CB | Edith Head – Sabrina                                                                     | Georges Annenkov, Rosine Delamare - The Earrings of Madame De. . Helen Rose - Executive Suite Christian Dior - Indiscretion of an American Wife Jean Louis - It Should Happen To You                                     |
| 1954. B  | Sanzo Wada – Vrata pakla                                                                 | Irene Sharaff - Brigadoon Charles LeMaire, Rene Hubert - Désirée Jean Louis, Mary Ann Nyberg, Irene Sharaff - Zvijezda je rođena Charles LeMaire, William Travilla, Miles White - Nema biznisa do šoubiznisa             |
| 1955. CB | Helen Rose – Plakat ću sutra                                                             | Beatrice Dawson - The Pickwick Papers Jean Louis - Queen Bee Edith Head - Rose Tattoo Tadaoto Kainosho - Ugetsu |
| 1955. B  | Charles LeMaire – Love Is a Many-Splendored Thing                                        | Irene Sharaff - Momci i djeovjke Helen Rose - Prekinuta melodija Edith Head - Drž'te lopova Charles LeMaire, Mary Wills - The Virgin Queen                                                                               |
| 1956. CB | Jean Louis – The Solid Gold Cadillac                                                     | Kohei Ezaki - Sedam samuraja Helen Rose - The Power and the Prize Edith Head - The Proud and the Profane Charles LeMaire, Mary Wills - Teenage Rebel                                                                     |
| 1956. B  | Irene Sharaff – Kralj i ja                                                               | Miles White - Put oko svijeta u 80 dana Moss Mabry, Marjorie Best - Div Edith Head, Ralph Jester, John Jensen, Dorothy Jeakins, Arnold Friberg - Deset zapovijedi Marie de Matteis - Rat i mir                           |
| 1957.    | Orry-Kelly – Les Girls                                                                   | Charles LeMaire - An Affair to Remember Edith Head, Hubert de Givenchy - Smiješno lice Jean Louis, - Pal Joey Walter Plunkett - Okrug Raintree                                                                           |
| 1958. CB | Cecil Beaton – Gigi                                                                      | Jean Louis - Zvono, knjiga i svijeća Ralph Jester, Edith Head, John Jensen - Gusar Charles LeMaire, Mary Wills - A Certain Smile Walter Plunkett - Neki su dotrčali                                                      |
| 1959. CB | Orry-Kelly – Neki to vole vruće                                                          | Edith Head - Karijera Charles LeMaire, Mary Wills - Dnevnik Anne Frank Helen Rose - The Gazebo Howard Shoup - The Young Philadelphians                                                                                   |
| 1959. B  | Elizabeth Haffenden – Ben-Hur                                                            | Adele Palmer - Najbolje od svega Renie Conley - The Big Fisherman Edith Head - The Five Pennies Irene Sharaff - Porgy i Bess                                                                                             |

### 1960-e
| Godina   | Dobitnik film                                                   | Nominirani |
| -------- | --------------------------------------------------------------- | --- |
| 1960. CB | Edith Head, Edward Stevenson – Životne činjenice                | Danny Vachlioti - Nikad nedjeljom Howard Shoup - Uspon i pad Legsa Diamonda Bill Thomas - Sedam lopova Marik Vos - Djevičansko proljeće                                                                |
| 1960. B  | Arlington Valles – Spartak                                      | Irene Sharaff - Can-Can Irene Lentz - Midnight Lace Edith Head - Pepe Marjorie Best - Sunrise at Campobello                                                                                            |
| 1961. CB | Piero Gherardi – Slatki život                                   | Dorothy Jeakins - Dječji sat Howard Shoup - Claudell Inglish Jean Louis - Suđenje u Nürnbergu Yoshiro Muraki - Tjelesna straža                                                                         |
| 1961. B  | Irene Sharaff – Priča sa zapadne strane                         | Bill Thomas - Babes in Toyland Jean Louis - Back Street Irene Sharaff - Flower Drum Song Edith Head, Walter Plunkett - Šešir pun čuda                                                                  |
| 1962. CB | Norma Koch – Što se dogodilo s Baby Jane?                       | Donfeld - Dani vina i ruža Edith Head - Čovjek koji je ubio Libertyja Valancea Ruth Morley - Čudotvorac Denny Vachlioti - Phaedra                                                                      |
| 1962. B  | Mary Wills – Čudesni svijet braće Grimm                         | Bill Thomas - Bon Voyage! Orry-Kelly - Ciganka Dorothy Jeakins - Glazbenik Edith Head - Moja gejša |
| 1963. CB | Piero Gherardi – 8½                                             | Edith Head - Ljubav s potpunim neznancem William Travilla - Striper Bill Thomas - Igračke na tavanu Edith Head - Wives and Lovers                                                                      |
| 1963. B  | Irene Sharaff, Vittorio Nino Novarese, Renie Conley – Kleopatra | Donald Brooks - Kardinal Walter Plunkett - Kako je osvojen Zapad Piero Tosi - Leopard Edith Head - A New Kind of Love                                                                                  |
| 1964. CB | Dorothy Jeakins – Noć iguane                                    | Edith Head - Kuća nije dom Norma Koch - Hush... Hush, Sweet Charlotte Howard Shoup - Poljupci za mog predsjednika René Hubert - Posjet                                                                 |
| 1964. B  | Cecil Beaton – My Fair Lady                                     | Margaret Furse - Becket Tony Walton - Mary Poppins Morton Haack - Nepotopiva Molly Brown Edith Head, Moss Mabry - What a Way to Go!                                                                    |
| 1965. CB | Julie Harris – Draga                                            | Moss Mabry - Morituri Howard Shoup - A Rage to Live Bill Thomas, Jean Louis - Brod luđaka Edith Head - Tanka nit                                                                                       |
| 1965. B  | Phyllis Dalton – Doktor Živago                                  | Vittorio Nino Novarese - Agonija i ekstaza Vittorio Nino Novarese, Marjorie Best - Najveća priča ikad ispričana Edith Head, Bill Thomas - Sve o Daisy Clover Dorothy Jeakins - Moje pjesme, moji snovi |
| 1966. CB | Irene Sharaff – Tko se boji Virginije Woolf?                    | Danilo Donati - Evanđelje po Mateju Danilo Donati - Mandragola Helen Rose - Gospodin Buddwing Jocelyn Rickards - Morgan!                                                                               |
| 1966. B  | Elizabeth Haffenden – Čovjek za sva vremena                     | Jean Louis - Gambit Dorothy Jeakins - Havaji Piero Gherardi - Juliet of the Spirits Edith Head - Oscar                                                                                                 |
| 1967.    | John Truscott – Camelot                                         | Danilo Donati, Irene Sharaff – Ukroćena goropadnica Jean Louis – Thoroughly Modern Millie Bill Thomas – Najsretniji milijunaš Theadora Van Runkle – Bonnie i Clyde                                     |
| 1968.    | Danilo Donati – Romeo i Julija                                  | Donald Brooks – Zvijezda! Phyllis Dalton – Oliver! Margaret Furse – Zima jednog lava Morton Haack – Planet majmuna                                                                                     |
| 1969.    | Margaret Furse – Anne od tisuću dana                            | Ray Aghayan – Gaily, Gaily Don Feld – Konje ubijaju, zar ne? Edith Head – Slatko milosrđe Irene Sharaff – Hello Dolly!                                                                                 |

### 1970-e
| Godina | Dobitnik film                                         | Nominirani |
| ------ | ----------------------------------------------------- | --- |
| 1970.  | Vittorio Nino Novarese – Cromwell                     | Jack Bear, Donald Brooks – Draga Lili Bill Thomas – Havajčani Margaret Furse – Scrooge Edith Head – Aerodrom                                                                       |
| 1971.  | Yvonne Blake, Antonio Castillo – Nicholas i Alexandra | Margaret Furse – Marija, škotska kraljica Morton Haack – What's the Matter with Helen? Bill Thomas – Bedknobs and Broomsticks Piero Tosi – Smrt u Veneciji                         |
| 1972.  | Anthony Powell – Putovanja s mojom tetkom             | Ray Aghayan, Norma Koch, Bob Mackie – Dama pjeva blues Anna Hill Johnstone – Kum Anthony Mendleson – Mladi Winston Harry Stradling, Jr. – Posejdonova avantura                     |
| 1973.  | Edith Head – Žalac                                    | Don Feld – Tom Sawyer Dorothy Jeakins, Moss Mabry – The Way We Were Piero Tosi – Ludwig Marik Vos – Krici i šaputanja                                                              |
| 1974.  | Theoni V. Aldredge – Veliki Gatsby                    | John Furness – Daisy Miller Anthea Sylbert – Kineska četvrt Theadora Van Runkle – Kum II Tony Walton – Ubojstvo u Orijent Expressu                                                 |
| 1975.  | Milena Canonero, Ulla-Britt Soderlund – Barry Lyndon  | Ray Aghayan. Bob Mackie – Smiješna dama Yvonne Blake, Ron Talsky – Četiri mušketira Karin Erskine, Henny Noremark – Čarobna frula Edith Head – Čovjek koji je htio postati kraljem |
| 1976.  | Danilo Donati – Fellinijev Casanova                   | Alan Barrett – Seven-Per-Cent Solution Anthony Mendleson – Nevjerojatna Sarah William Ware Theiss – Predodređen za slavu Mary Wills – The Passover Plot                            |
| 1977.  | John Mollo – Zvjezdani ratovi, Epizoda 4: Nova nada   | Edith Head, Burton Miller – Airport '77. Florence Klotz – Mala noćna muzika Irene Sharaff – Druga strana ponoći Anthea Sylbert – Julia                                             |
| 1978.  | Anthony Powell – Smrt na Nilu                         | Renie Conley – Karavane Patricia Norris – Dani raja Tony Walton – Čarobnjak Paul Zastupnevich – Jato                                                                               |
| 1979.  | Albert Wolsky – Sav taj jazz                          | Ambra Danon, Piero Tosi – Krletka Judy Moorcroft – Europljani Shirley Russell – Agatha William Ware Theiss – Butch i Sundance: Rani dani                                           |

### 1980-e
| Godina | Dobitnik film                                     | Nominirani |
| ------ | ------------------------------------------------- | --- |
| 1980.  | Anthony Powell – Tess                             | Jean-Pierre Dorleac – Negdje u vremenu Patricia Norris – Čovjek slon Anna Senior – Moja briljantna karijera Paul Zastupnevich – Kad vrijeme isteče       |
| 1981.  | Milena Canonero – Vatrene kočije                  | Anna Hill Johnstone – Ragtime Bob Mackie – Novčići s neba Tom Rand – Žena francuskog poručnika Shirley Russell – Crveni                                  |
| 1982.  | Bhanu Athaiya, John Mollo,Madeline Jones – Gandhi | Elois Jenssen, Rosanna Norton – Tron Patricia Norris – Victor, Victoria Piero Tosi – La Traviata Albert Wolsky – Sofijin izbor                           |
| 1983.  | Marik Vos – Fanny i Alexander                     | Santo Loquasto – Zelig Anne-Marie Marchand – Povratak Martina Guerrea William Ware Theiss – Heart Like a Wheel Joe I. Tompkins – Cross Creek             |
| 1984.  | Theodor Pistek – Amadeus                          | Jenny Beavan, John Bright – Bostonci Judy Moorcroft – Put u Indiju Patricia Norris – 2010. Ann Roth – Mjesto u srcu                                      |
| 1985.  | Emi Wada – Kaos                                   | Milena Canonero – Moja Afrika Donfeld – Čast Prizzijevih Aggie Guerard Rodgers – Boja purpura Albert Wolsky – Putovanje Nattyja Ganna                    |
| 1986.  | Jenny Beavan, John Bright – Soba s pogledom       | Anna Anni, Maurizio Millenotti – Otello Enrico Sabbatini – Misija Theadora Van Runkle – Peggy Sue se udala Anthony Powell – Gusari                       |
| 1987.  | James Acheson – Posljednji kineski car            | Jenny Beavan, John Bright - Maurice Dorothy Jeakins – Mrtvi Bob Ringwood – Carstvo sunca Marilyn Vance-Straker – Nedodirljivi                            |
| 1988.  | James Acheson – Opasne veze                       | Milena Canonero – Tucker: Čovjek i njegov san Deborah Nadoolman – Princ otkriva Ameriku Patricia Norris – Sumrak Jane Robinson – Šaka puna prašine       |
| 1989.  | Phyllis Dalton – Henrik V.                        | Elizabeth McBride – Vozeći gospođicu Daisy Gabriella Pescucci – Pustolovine baruna Munchausena Theodor Pištěk – Valmont Joe I. Tompkins – Harlemske noći |

### 1990-e
| Godina | Dobitnik film                                                            | Nominirani |
| ------ | ------------------------------------------------------------------------ | --- |
| 1990.  | Franca Squarciapino – Cyrano de Bergerac                                 | Milena Canonero – Dick Tracy Gloria Gresham – Avalon Maurizio Millenotti – Hamlet Elsa Zamparelli – Ples s vukovima                    |
| 1991.  | Albert Wolsky – Bugsy                                                    | Richard Hornung – Barton Fink Corinne Jorry – Madame Bovary Anthony Powell – Kuka Ruth Myers – Obitelj Addams                          |
| 1992.  | Eiko Ishioka – Drakula                                                   | Jenny Beavan, John Bright – Howards End Ruth E. Carter – Malcolm X Sheena Napier – Začarani travanj Albert Wolsky – Igračke            |
| 1993.  | Gabriella Pescucci – Doba nevinosti                                      | Jenny Beavan, John Bright – Na kraju dana Anna B. Sheppard – Schindlerova lista Janet Patterson – Glasovir Sandy Powell – Orlando      |
| 1994.  | Tim Chappel, Lizzy Gardiner – Pustolovine Priscille, pustinjske kraljice | Colleen Atwood – Male žene Moidele Bickel – Kraljica Margot April Ferry – Maverick Jeffrey Kurland – Metci iznad Broadwaya             |
| 1995.  | James Acheson – Restauracija                                             | Jenny Beavan, John Bright – Razum i osjećaji Shuna Harwood – Richard III. Charles Knode – Hrabro srce Julie Weiss – Dvanaest majmuna   |
| 1996.  | Ann Roth – Engleski pacijent                                             | Paul Brown – Anđeli i kukci Alexandra Byrne – Hamlet Ruth Myers – Emma Janet Patterson – Portret jedne dame                            |
| 1997.  | Deborah Lynn Scott – Titanic                                             | Ruth E. Carter – Amistad Dante Ferretti – Kundun Janet Patterson – Oscar i Lucinda Sandy Powell – Preljubnici                          |
| 1998.  | Sandy Powell – Zaljubljeni Shakespeare                                   | Colleen Atwood – Voljeni Alexandra Byrne – Elizabeta Judianna Makovsky – Pleasantville Sandy Powell – Zlatni baršun                    |
| 1999.  | Lindy Hemming – Topsy-Turvy                                              | Colleen Atwood – Sanjiva dolina Jenny Beavan – Anna i kralj Milena Canonero – Titus Gary Jones, Ann Roth – Talentirani gospodin Ripley |

### 2000-e
| Godina | Dobitnik film                                                       | Nominirani |
| ------ | ------------------------------------------------------------------- | --- |
| 2000.  | Janty Yates – Gladijator                                            | Anthony Powell – 102 dalmatinca Rita Ryack – Kako je Grinch ukrao Božić Jacqueline West – Quills Tim Yip – Tigar i zmaj                                                             |
| 2001.  | Catherine Martin, Angus Strathie – Moulin Rouge                     | Jenny Beavan – Gosford Park Milena Canonero – Izgubljena moć Ngila Dickson, Richard Taylor – Gospodar prstenova: Prstenova družina Judianna Makovsky – Harry Potter i kamen mudraca |
| 2002.  | Colleen Atwood – Chicago                                            | Julie Weiss – Frida Sandy Powell – Bande New Yorka Ann Roth – Sati Anna B. Sheppard – Pijanist                                                                                      |
| 2003.  | Ngila Dickson, Richard Taylor – Gospodar prstenova: Povratak kralja | Dien van Straalen – Djevojka s bisernom naušnicom Ngila Dickson – Posljednji samuraj Wendy Stites – Gospodar i ratnik: Daleka strana svijeta Judianna Makovsky – Utrka života       |
| 2004.  | Sandy Powell – Avijatičar                                           | Alexandra Byrne – San za životom J.M. Barrieja Colleen Atwood – Lemony Snicket: Niz nesretnih događaja Sharen Davis – Ray Bob Ringwood – Troja                                      |
| 2005.  | Colleen Atwood – Memoari jedne gejše                                | Gabriella Pescucci – Charlie i tvornica čokolade Sandy Powell – Gospođa Henderson predstavlja Jacqueline Durran – Ponos i predrasude Arianne Phillips – Hod po rubu                 |
| 2006.  | Milena Canonero – Marija Antoaneta                                  | Chung Man Yee – Prokletstvo krizantema Patricia Field – Vrag nosi Pradu Sharen Davis – Komadi iz snova Consolata Boyle – Kraljica                                                   |
| 2007.  | Alexandra Byrne – Zlatne godine kraljice Elizabete                  | Albert Wolsky – Across the Universe Jacqueline Durran – Okajanje Marit Allen - La Vie en Rose Colleen Atwood – Sweeney Todd: Đavolji brijač Fleet Streeta                           |
| 2008.  | Michael O'Connor – Vojvotkinja                                      | Danny Glicker – Milk Catherine Martin – Australija Jacqueline West – Neobična priča o Benjaminu Buttonu Albert Wolsky – Put oslobođenja                                             |
| 2009.  | Sandy Powell – Mlada Viktorija                                      | Colleen Attwood – Devet Catherine Letterrier – Coco prije Chanel Janet Patterson – Bright Star Monique Prudhomme - Imaginarij doktora Parnassusa                                    |

### 2010-e
| Godina | Dobitnik film                                   | Nominirani |
| ------ | ----------------------------------------------- | --- |
| 2010.  | Colleen Atwood – Alisa u zemlji čudesa          | Antonella Cannarozzi – Ja sam ljubav Jenny Beavan – Kraljev govor Sandy Powell – Oluja Mary Zophres – Čovjek zvan Hrabrost                   |
| 2011.  | Mark Bridges – Umjetnik                         | Lisy Christl – Nepoznati Sandy Powell – Hugo Michael O'Connor – Jane Eyre Arianne Phillips – W.E.                                            |
| 2012.  | Jacqueline Durran – Ana Karenjina               | Paco Delgado – Jadnici Joanna Johnston – Lincoln Eiko Ishioka – Snjeguljica Colleen Atwood – Snjeguljica i lovac                             |
| 2013.  | Catherine Martin – Veliki Gatsby                | Michael Wilkinson – Američki varalice William Chang – The Grandmaster Michael O'Connor – Nevidljiva žena Patricia Norris – 12 godina ropstva |
| 2014.  | Milena Canonero – Hotel Grand Budapest          | Mark Bridges – Inherent Vice Colleen Atwood – U šumi Anna B. Sheppard – Gospodarica zla Jacqueline Durran – Gospodin Turner                  |
| 2015.  | Jenny Beavan – Pobješnjeli Max: Divlja cesta    | Sandy Powell – Carol Sandy Powell – Pepeljuga Paco Delgado – Dankinja Jacqueline West – Povratnik                                            |
| 2016.  | Colleen Atwood – Čudesne zvijeri i gdje ih naći | Joanna Johnston – Tajna veza Consolata Boyle – Florence Foster Jenkins Madeline Fontaine – Jackie Mary Zophres – La La Land                  |